# Відчуженість (альбом, 2007)
«Estrangement» — шостий студійний альбом фолк блек-метал гурту «Drudkh», виданий у 2007-му році лейблом «Supernal Music». Перевиданий 2010-го на «Season of Mist». Усі тексти за лірикою Олега Ольжича.

## Список композицій
| #     | Назва                                                                                         | Тривалість |
| ----- | --------------------------------------------------------------------------------------------- | ---------- |
| 1.    | «Самітня нескінченна тропа (англ. Solitary Endless Path)» (лірика, а також 2,3 — Олег Ольжич) | 10:55      |
| 2.    | «Небо у наших ніг (англ. Skies at Our Feet)»                                                  | 10:43      |
| 3.    | «Там, де закінчуються обрії (англ. Where Horizons End)»                                       | 10:52      |
| 4.    | «Тільки вітер пам'ятає моє ім'я (англ. Only the Wind Remembers My Name)» (інструментальна)    | 03:59      |
| 36:29 |                                                                                               |            |

## Склад на момент запису
- Роман «Thurios» Благих — вокал, клавішні
- Роман Саєнко — гітара
- Кречет — бас
- Владислав «Влад» Петров — ударні, клавішні